# Белыничский костёл и монастырь кармелитов
Белыницкий костел и монастырь кармелитов — бывший римско-католический сакральный комплекс в г. Белыничи, Могилевская область. Один из богатейших в Великом княжестве Литовском. В монастыре находилась чудотворная икона Божией Матери, почитаемая христианами разных конфессий. Благодаря многочисленным крестным ходам и паломникам к ней Белыничи стали называть «Белорусской Ченстоховой» .

## История
Он был основан в 1624 году великим литовским канцлером Львом Сапегом. Позднее опекунами монастыря стали владельцы Белыничей Огинские. В 1634 году неизвестный художник написал здесь икону Божией Матери, пропавшую в Могилеве во время Великой Отечественной войны. В середине XVIII в. первоначальные деревянные постройки были заменены кирпичными. Костёл в стиле позднего барокко был построен в 1742-1763 годах .

Старая графика
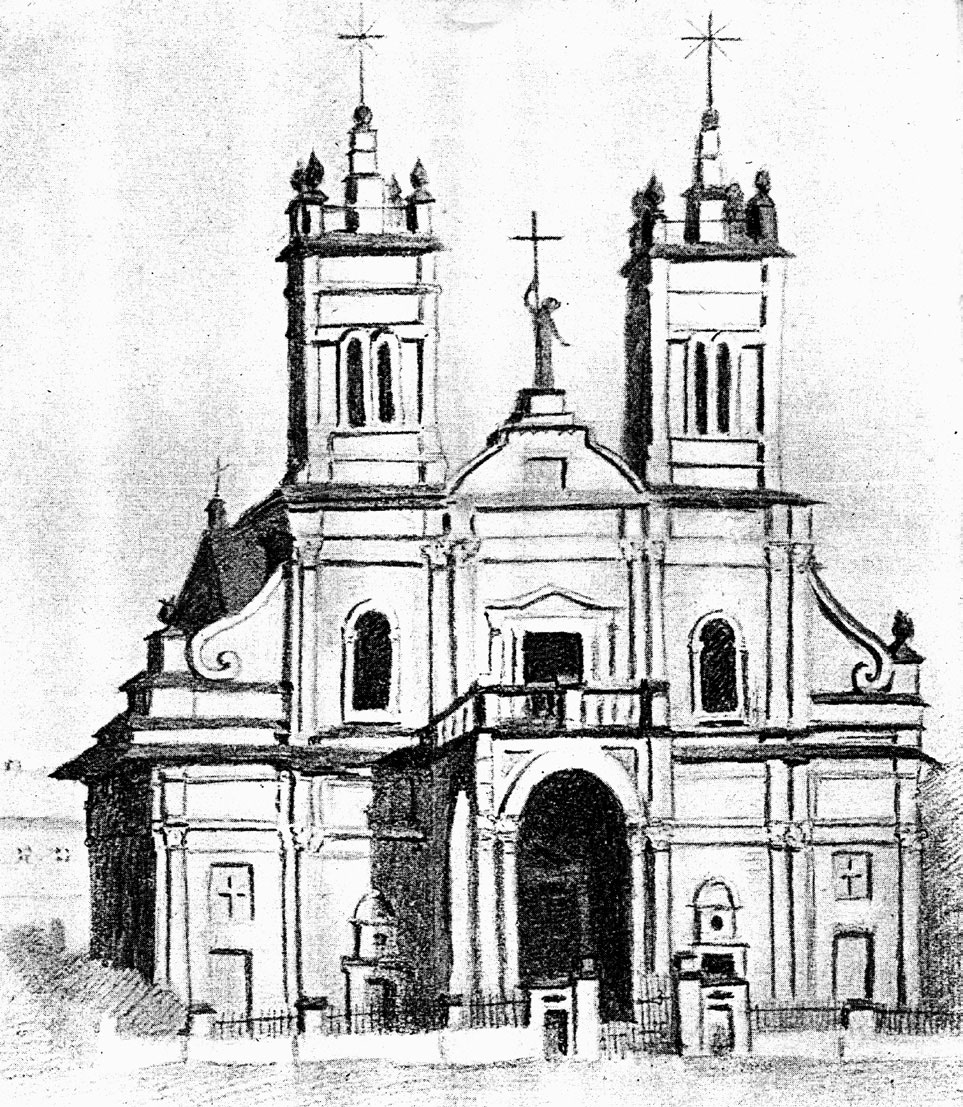
1861 г.
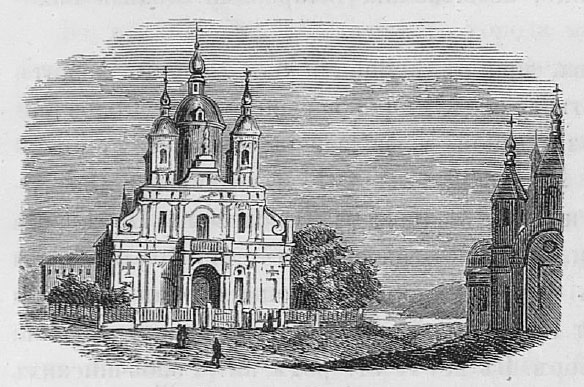
1882 г.
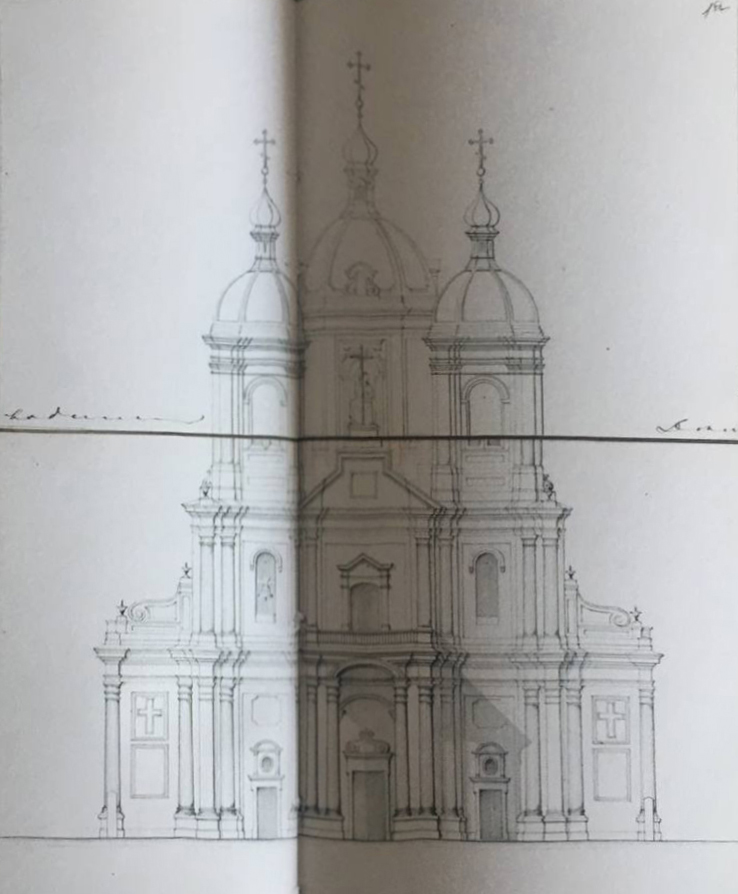
2-я половина XIX век.
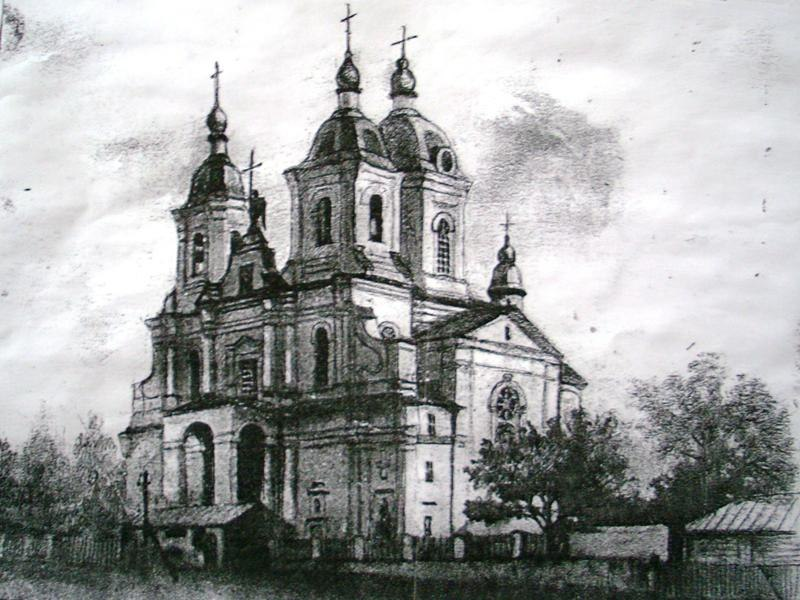
1900 г.

Власти Российской империи закрыли монастырь в 1832 году, статус храма был понижен до приходского. В 1877 году в зданиях бывшего кармелитского монастыря был расположен Белыничский монастырь Рождества Богородицы, который существовал до 1918 года. Количество монахов достигало 40 человек (в начале XX в.). К Белыничского монастыря был приписан и внештатный Мстиславский Тупичевский монастырь. В храме хранилась чудотворная икона Божией Матери, которая осталась от кармелитов .

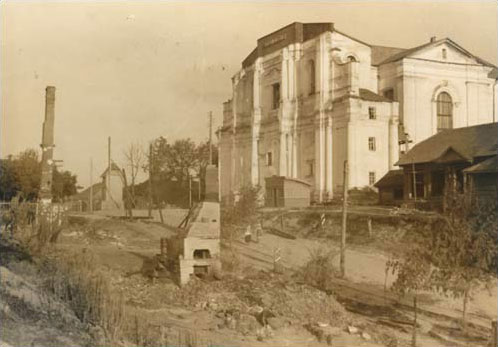
Церковь в 1941 году

В 1930-х годах его превратили в клуб, при этом купол и фасад были разрушены. После войны использовался как кинотеатр, затем как склад. Церковь была взорвана в 1960 -х.

## Архитектура
В комплекс входили Успенский костёл, Т-образный корпус монастыря (расписанный фресками), кирпичная ограда с въездными воротами, колокольня, башня с часами.

Старыя здымкі
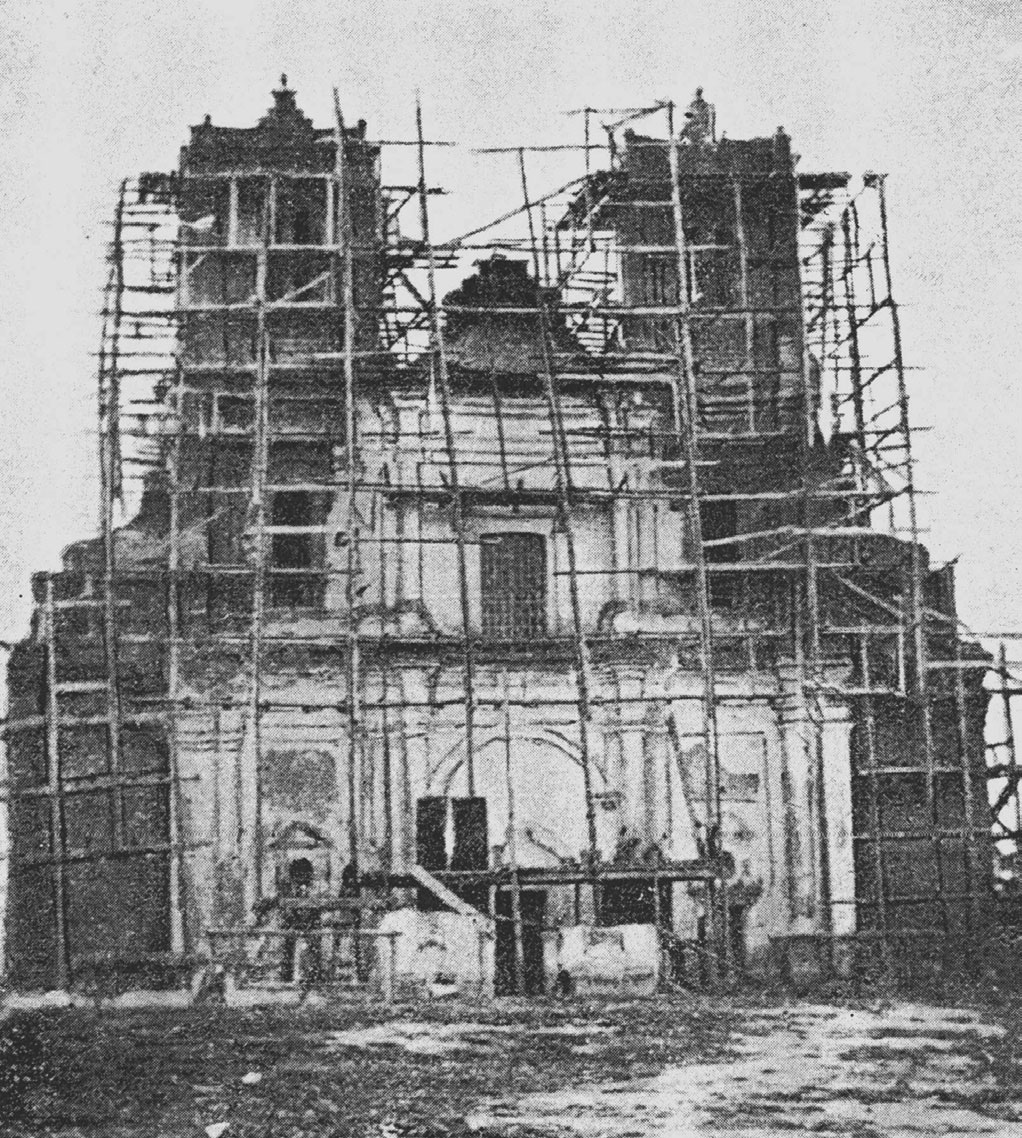
1862 г.
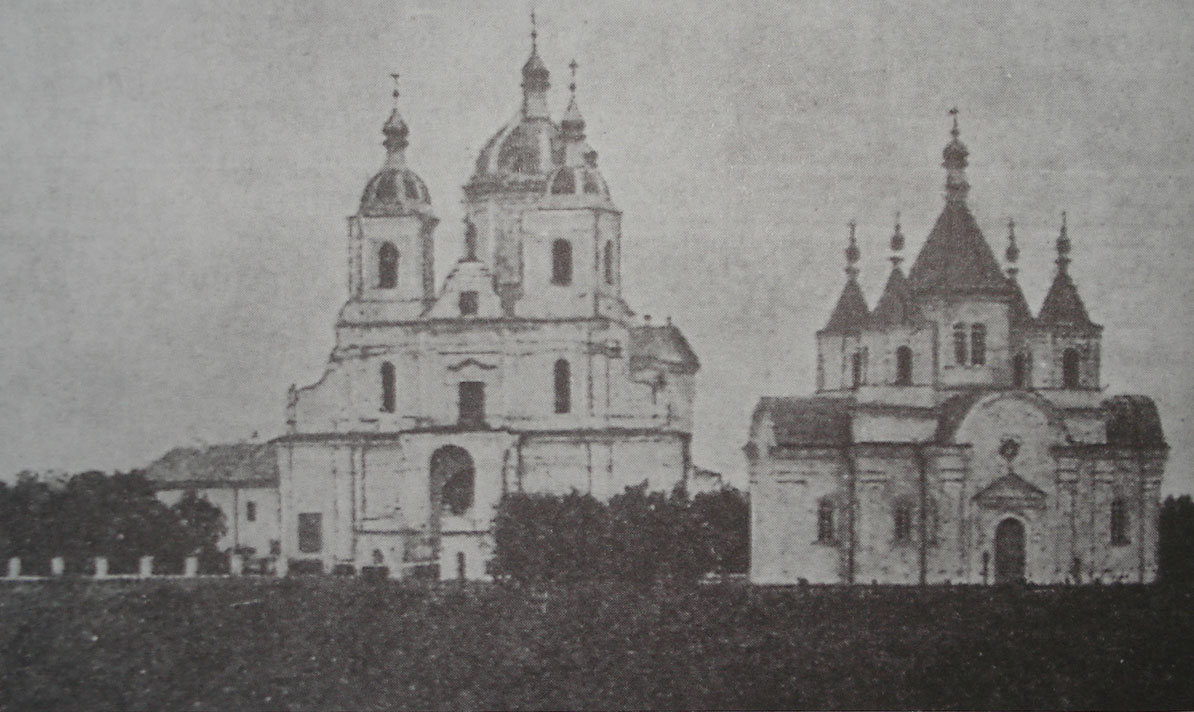
до 1918 г.
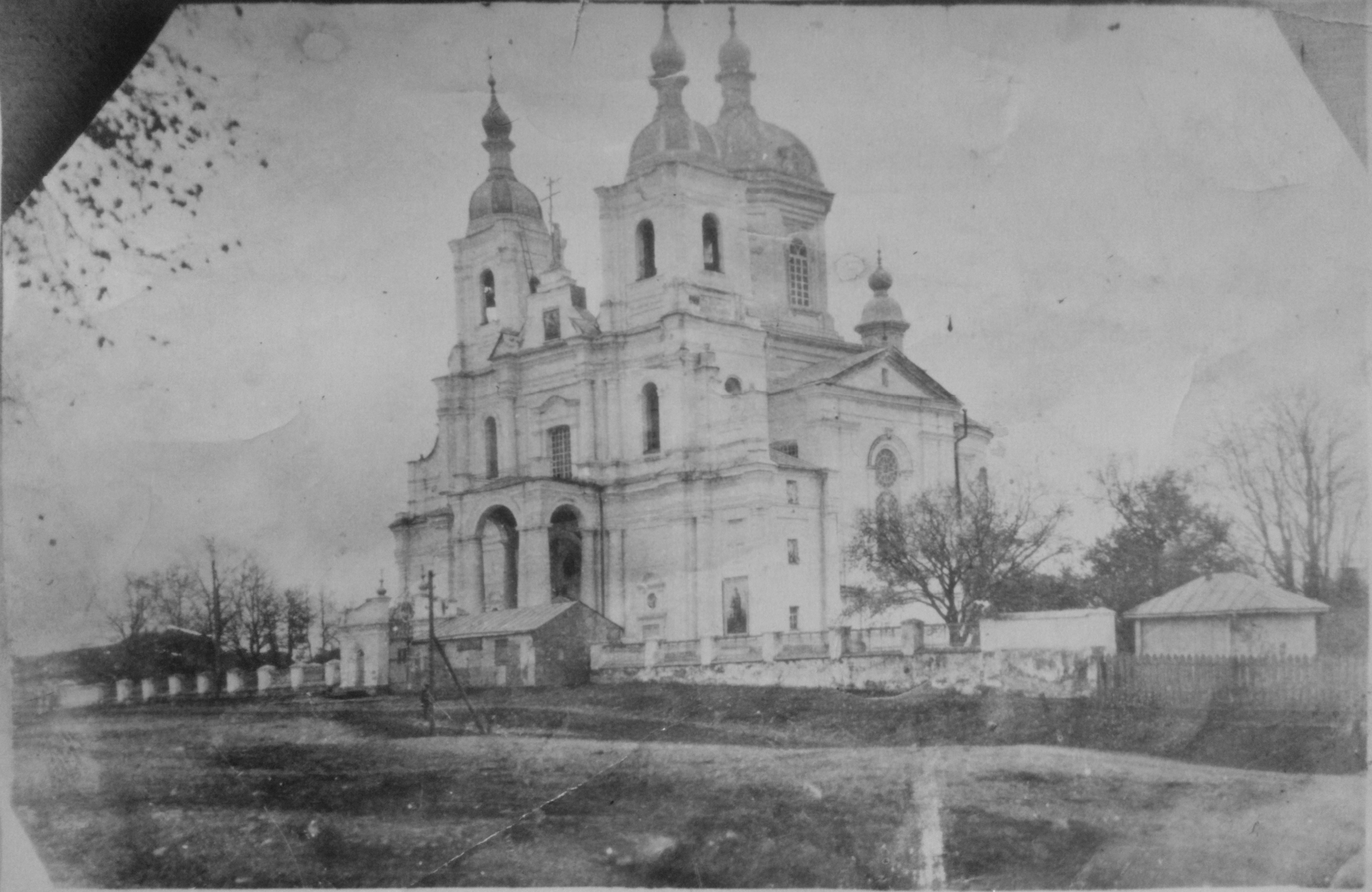
до 1911 г.
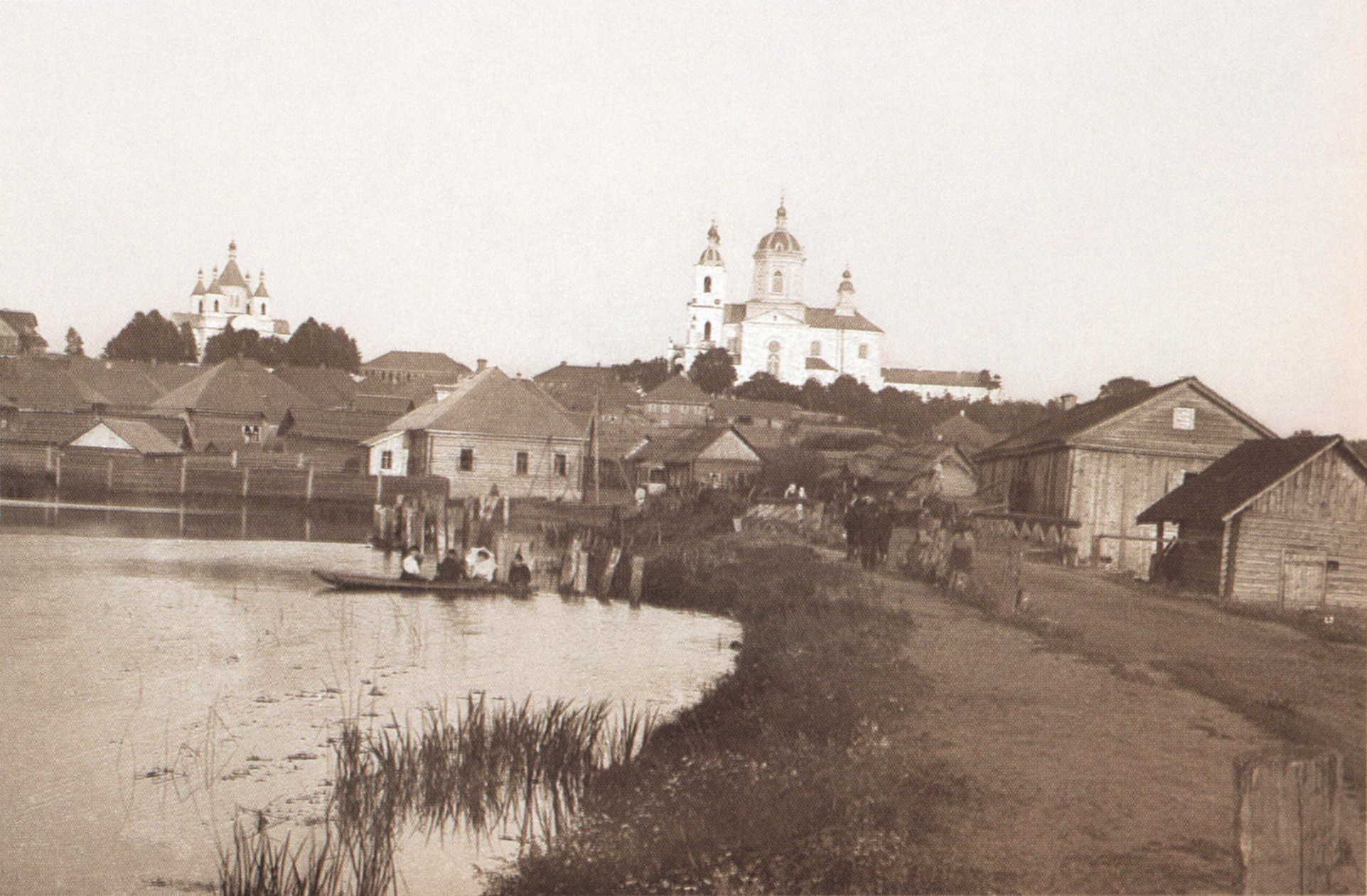
до 1918 г.
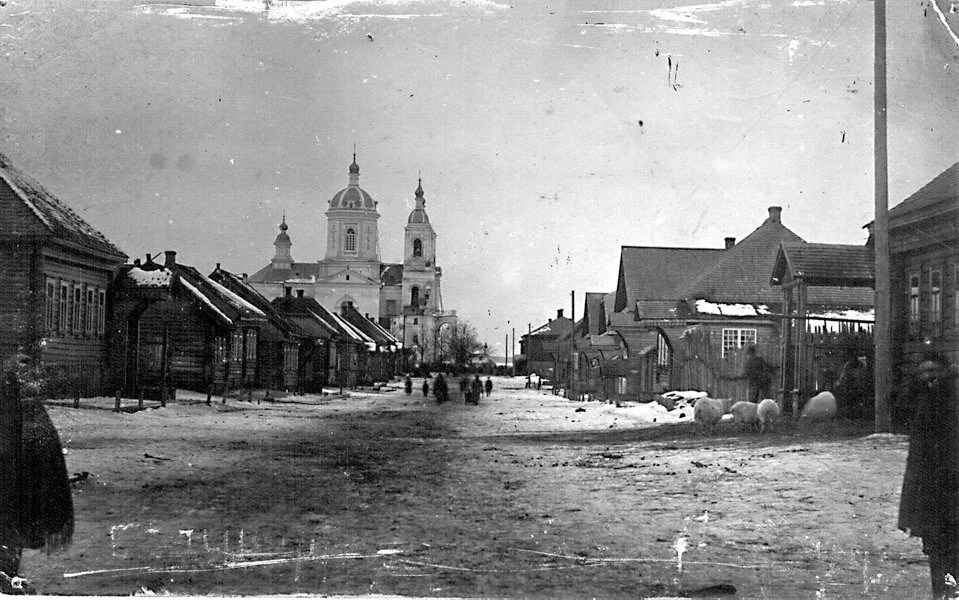
1923 г.
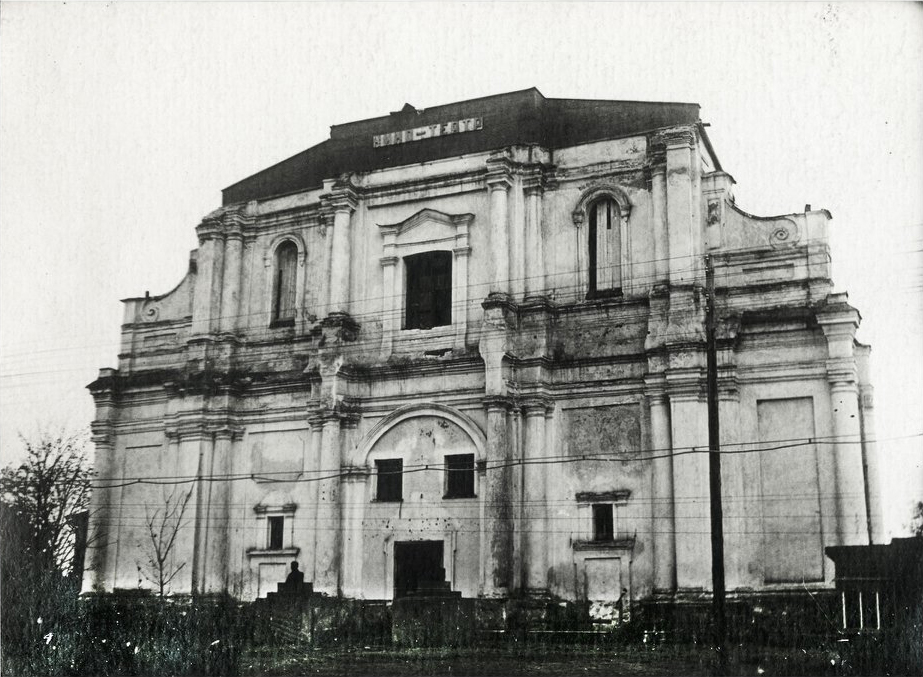
А. Винер, 1939 г.